# Porangatu
Porangatu là một đô thị thuộc bang Goiás, Brasil. Đô thị này có diện tích 4820,485 km², dân số năm 2007 là 40436 người, mật độ 8,4 người/km².